# بافت فرهنگی تاریخی شهرستان میبد
بافت فرهنگی تاریخی شهرستان میبد مربوط به دوران‌های تاریخی پس از اسلام است و در واقع شده و این اثر در تاریخ ۲۵ اسفند ۱۳۷۹ با شمارهٔ ثبت ۳۴۹۰ به‌عنوان یکی از آثار ملی ایران به ثبت رسیده است.